# Zachary Baharov
Zachary Baharov (ou Zahary Baharov), né le 12 août 1980 à Sofia, est un acteur bulgare.

## Filmographie

### Cinéma
- 2008 : War, Inc. : Video Guy
- 2008 : Zift : Moth
- 2008 : Train : Croupier
- 2009 : Commando d'élite : Agent Mikhail Kapista
- 2009 : Universal Soldier : Régénération : Commander Topov
- 2009 : Double Identity : Alexander
- 2010 : Les Chemins de la liberté : Interrogateur
- 2011 : Cold Fusion : Ivo Peychev
- 2011 : Love.net : Andrey Bogatev
- 2011 : Operation Shmenti Capelli : Tatko
- 2012 : El Gringo : Officer Bell
- 2012 : I Am You : Lachezarov
- 2013 : Enemies Closer : Saul
- 2014 : Monuments Men : Commander Elya

### Télévision
- 2011-2016 : Pod Prikritie : Ivo Andonov
- 2015 : Game of Thrones : Loboda
- 2017 : Le Bureau des légendes : Alexei Klebnikov
- 2017 : Genius : Général russe
- 2022 : Slow Horses : Piotr Volodin